# Macromesus cryphali
Macromesus cryphali is een vliesvleugelig insect uit de familie Pteromalidae. De wetenschappelijke naam is voor het eerst geldig gepubliceerd in 1996 door Yang.